# Zone di protezione speciale della Calabria
Le zone di protezione speciale della Calabria, individuate in base alla Direttiva Uccelli (Direttiva 2009/147/CE) e appartenenti alla rete Natura 2000, sono sei e comprendono circa 248 476 ettari di superficie terrestre (pari al 16,32% del territorio regionale) 13 716 ettari di superficie marina.

## Zone di protezione speciale
| Definizione dell'area          | Immagine | Codice Natura 2000 | Sup. (ha) | Coordinate                  | Note |
| ------------------------------ | -------- | ------------------ | --------- | --------------------------- | --- |
| alto Ionio Cosentino           |          | IT9310304          | 28622     | 39°52′50.91″N 16°29′16.14″E | |
| Costa Viola                    |          | IT9350300          | 29425     | 38°12′44.73″N 15°43′48.13″E | |
| Marchesato e fiume Neto        |          | IT9320302          | 70142     | 38°55′22.87″N 16°54′39.92″E | |
| parco nazionale della Calabria |          | IT9310069          | 8826      | 39°08′32.31″N 16°38′55.96″E | Non corrisponde all'abrogato Parco nazionale della Calabria ma è integralmente compresa nel Parco nazionale dell'Aspromonte |
| Pollino e Orsomarso            |          | IT9310303          | 94145     | 39°48′10.99″N 16°07′09.22″E | Comprende la parte sudoccidentale del Parco nazionale del Pollino                                                           |
| Sila Grande                    |          | IT9310301          | 31032     | 39°22′29.65″N 16°33′33.27″E | |